# Annamaria Palermo
Annamaria Palermo (Cesa, 26 gennaio 1943 – Napoli, 22 luglio 2017) è stata una sinologa italiana.

## Biografia
Figlia del politico Mario, studiò prima con Martin Benedikter e in seguito con Piero Corradini. Si laureò nel 1967 in cinese all'Istituto Universitario Orientale di Napoli, con indirizzo linguistico-letterario e una tesi su una novella di Yu Dafu. Dal 1968 al 1970 visse a Parigi grazie a una borsa di studio, che le permise di approfondire la letteratura cinese dal Novecento alle avanguardie. Inoltre, prese parte ai movimenti del Maggio francese.
Rientrata in Italia, venne incaricata dell'insegnamento di Lingua e Letteratura cinese all'Orientale e dal 1973 al 1974 studiò al Beijing Yuyan Xueyuan, grazie a una borsa di studio del Governo cinese che la rese una dei primi cinquecento sinologi occidentali a studiare in Cina durante la rivoluzione culturale.
Dal 1979 e il 1981 trascorse periodi di studio alla Columbia University e dal 1980 ricoprì l'incarico di professore associato di Letteratura cinese moderna e contemporanea. Nell'autunno del 1985 prese parte al I⁰ Congresso degli Scrittori Cinesi a Pechino e nel gennaio 1993 il Ministero degli affari esteri la nominò direttrice dell'Istituto Italiano di Cultura della capitale cinese, fino al termine del 1996.
Dal 2003 cominciò a recarsi con regolarità in Cina, nei panni di consulente della Regione Campania, e nel dicembre del 2007 entrò in carica come vice presidente dell'Istituto Confucio dell'Orientale di Napoli. Nel 2010 andò in pensionamento anticipato per ricoprirvi l'incarico di direttrice e concepì in cinque edizioni il festival MilleunaCina. I linguaggi della contemporaneità, sulla cultura cinese sia antica che moderna.
Nell'ambito dei suoi studi sulle manifestazioni della cultura cinese, si interessò anche all'arte moderna, alle declinazioni del cinema e alle arti dello spettacolo.
Morì di leucemia la mattina del 22 luglio 2017, all'età di 74 anni. Il 24 luglio si tenne la cerimonia funebre nella Chiesa dell'Ascensione a Chiaia.

## Vita privata
Sposò Giuseppe Merlino, con cui ebbe i figli Myrta, Pietro e Giulia.